# Крол, Матвей Маркович
Матвей Маркович Крол — советский хозяйственный, государственный и политический деятель.

## Биография
Родился в 1913 году в Новой Басани. Член КПСС.
С 1932 года — на хозяйственной, общественной и политической работе. В 1932—1995 гг. — экономист геологического треста в Воронеже, в Узбекистане, красноармеец, начальник отдела организации торговли Наркомторга РСФСР, участник Великой Отечественной войны, интендант Берлина в 1945—1947 годах, на руководящих должностях на нефтепредприятиях Куйбышевской области и Средневолжского СНХ, заместитель начальника Главтюменьнефтегаза, работник ГИП ВНИИ организации, управления и экономики нефтегазовой промышленности.
За разработку и внедрение новых высокоэффективных научно-технических и инженерных решений освоения в короткие сроки нефтяного месторождения Самотлор был удостоен Государственной премии СССР в области науки и техники 1977 года.
Умер в Москве в 1995 году.